# Anisodactylus texanus
Anisodactylus texanus es una especie de escarabajo de tierra del género Anisodactylus, categorizada en la tribu Harpalini, de la subfamilia Harpalinae.

## Distribución
Se distribuye por Estados Unidos.

## Taxonomía
Fue descrita por Schaeffer en 1910.
Tratamiento taxonómico
La especie aparece registrada y publicada en Additions to the Carabidae of North America with notes on species already known. Science Bulletin of the Museum of the Brooklyn Institute of Arts and Sciences, 1 (17): 391-405. (1910).